# Rudolf Nováček
Rudolf Nováček (ook: Novacek en Novaczek) (Bela Crkva, 7 april 1860 – Praag, 12 augustus 1929) was een Servisch componist, muziekpedagoog, militaire kapelmeester en violist. Ook zijn jongere broer Karel Nováček (1864-1929) was militaire kapelmeester.

## Levensloop
Nováček kreeg zijn eerste muziekles van zijn vader Martin Josef Nováček en ging op school in Timișoara. Hij studeerde aan het conservatorium in Wenen bij Josef Hellmesberger jr. In 1878 studeerde hij verder bij Volkmann in Boedapest. Nadat hij afgestudeerd heeft werd hij in 1879 kapelmeester van de Militaire muziekkapel van het Infanterie-Regiment nr. 11 in Pilsen. In 1882 wisselde hij als dirigent naar de Militaire muziekkapel van het Herzegovina Infanterie-Regiment nr. 74 in Pilsen en werd opvolger van Karel Komzák I.
In 1885 werd hij dirigent van de muziekkapel van het Infanterie-Regiment nr. 28 in Praag. Aldaar werd hij bekend met de componist Antonín Dvořák en kwam met de Russische componist Pjotr Iljitsj Tsjaikovski samen, die een concert van zijn muziekkapel opluisterde, in die het werk Barcarola van Tsjaikovski in een bewerking voor harmonieorkest voorgesteld werd. Hij leerde in Praag ook zijn latere echtgenote Alma Skohoutilova kennen. Samen met haar maakt hij een reis naar Bulgarije. Later reizen zij naar Sint-Petersburg en vervolgens over België en Nederland naar Berlijn. In Berlijn bleven zij wonen en hier werd hij bekend met de pianist Ferruccio Busoni; met Busoni werd hij erg bevriend. In Berlijn kwam hij ook met de dirigent Arthur Nikisch samen. Zowel Busoni alsook Nikisch hadden Nováčeks broer Ottokar in de Verenigde Staten als violist en altviolist, maar ook als componist leren kennen. Nadat op 10 november 1904 Nikisch met zijn orkest de Hymne voor strijkorkest van Ottokar Nováček uitgevoerd had, werd op 1 december 1904 de Sinfonietta, voor 8 blaasinstrumenten van Rudolf Nováček door Nikisch gedirigeerd.
Op dat tijdstip, waar Nováček de baan als tweede dirigent van de Berlijnse opera aangeboden werd, kreeg hij een telegram van zijn vader, die ernstig ziek was en vroeg of hij zijn leerlingen in de muziekschool in Timișoara kon overnemen en de familie verder kon steunen. Misschien had Nováček een grote carrière gemaakt, maar hij verdween in de anonimiteit. In Timișoara werkte hij als componist en muziekleraar. Later vertrok hij voor korte tijd naar Boekarest. Na de Eerste Wereldoorlog vertrok hij in 1921 met zijn familie naar het nieuw opgerichte Tsjecho-Slowakije. Omdat hij de Tsjechische taal niet kon spreken, werd hij daar teleurgesteld en kon niet solliciteren naar de functie als inspecteur van de Tsjecho-Slowaakse militaire muziekkapellen. Zo kon hij uitsluitend uit zijn inkomsten als bewerker en voor zijn orkestraties leven. Later ging hij met zijn familie opnieuw naar Timișoara terug. In 1929 ging hij voor een medische operatie naar Praag. Daar overleed hij op 12 augustus 1929.
Als componist schreef hij vele werken voor harmonieorkest en kamermuziek.

## Composities

### Werken voor orkest
- Concert in a mineur, voor viool en orkest
- Dozvuky z výstavy, wals voor orkest, op. 57

### Werken voor harmonieorkest
- 1879 Benedek Jubiläums Marsch
- 1884 Castaldo Marsch, op. 40 (opgedragen aan de commandant van het Infanterie-Regiment nr. 28 Ludwig Castaldo (1839–1910))[1]
- 1888 Symfonie, voor blaasorkest
- 1891 Náš druhý milion
- 28er Defilier-Marsch
- 29er Defilier-Marsch
- 74er Defilier-Marsch
- Ahoj!
- České album taneční, wals
- Cyklista
- Defilier-March, op. 25
- Der Kilometerfresser
- General Laudon Marsch
- Holzbach Marsch
- Hygea, polka
- Jubiläumsmarsch
- Kardieff-Marsch
- Kde domov můj
- Korridor Marsch
- Kouzlo květů, polka français
- Mezi bratry, polka mazurka
- My plzeňští hoši
- Na prej
- Na zdar naší výstavě / Heil unsere Ausstellung
- Ples juristů, polka
- Pochod ministra Národní obrany
- Pochod našich hochů
- Pohádková kouzla, wals
- Pozdrav ze Sofie
- Radfahrer-Marsch - tekst: Richard Milrad
- Schlummere sanft, treurmars
- Velebínka, polka

### Kamermuziek
- 1888 Sinfonietta, voor acht blazers
- 1889 Concert, voor cello en piano
- 1889 Romance, voor cello en piano
- Sonate, voor viool

### Werken voor piano
- 1910 Ein ernstes Präludium und eine lustige Fuge
- Albumblättchen
- Malá suita
- Osm pamětních lístků, voor piano, op. 1
- Radfahrer-Marsch